# Ataque a la Asamblea Nacional de Corea del Sur de 2019
El ataque al Capitolio de Corea del Sur de 2019 ocurrió el 16 de diciembre de 2019, cuando partidarios del Partido Libertad de Corea, Nuestro Partido Republicano y unidades de Taegeukgi intentaron ingresar al Salón de Procedimientos de la Asamblea Nacional de Corea.

## Historia
El 16 de diciembre de 2019, el Partido Libertad de Corea, el principal partido conservador de Corea, celebró «El concurso para condenar la revisión de la Ley CIO y la Ley Electoral» (en coreano 공수처법·선거법 날치기 저지 규탄대회 () con el escuadrón Taegeuk e invadieron ilegalmente la Asamblea Nacional el mismo día. Frente a la Asamblea Nacional, utilizaron la violencia escupiendo a los miembros del Partido de la Justicia, agarrándolos del pelo y zarandeándolos. También agredieron a Sul Hoon, miembro del Partido Democrático de Corea.
Dos años después, los medios surcoreanos compararon el incidente con el ataque al Capitolio de Estados Unidos de 2021. Sin embargo, en el ataque estadounidense los legisladores no fueron víctimas de violencia física directa. 